# Takashi Saito
Takashi Saito (født 25. december 1993) er en japansk fodboldspiller.
Han har spillet for flere forskellige klubber i sin karriere, herunder Grulla Morioka.